# Брињанкур
Брињанкур (фр. Brignancourt) је насељено место у Француској у региону Париски регион, у департману Долина Оазе.
По подацима из 2011. године у општини је живело 202 становника, а густина насељености је износила 66,01 становника/km².

## Демографија
| 1962. | 1968. | 1975. | 1982. | 1990. | 2011. |
| ----- | ----- | ----- | ----- | ----- | ----- |
| 121   | 142   | 145   | 173   | 188   | 202   |